# 薯田埔站
薯田埔站是一個深圳地铁6号线的地铁车站，位于中國广东省深圳市光明区公明街道松白路与科达一路交汇处。

## 車站結構

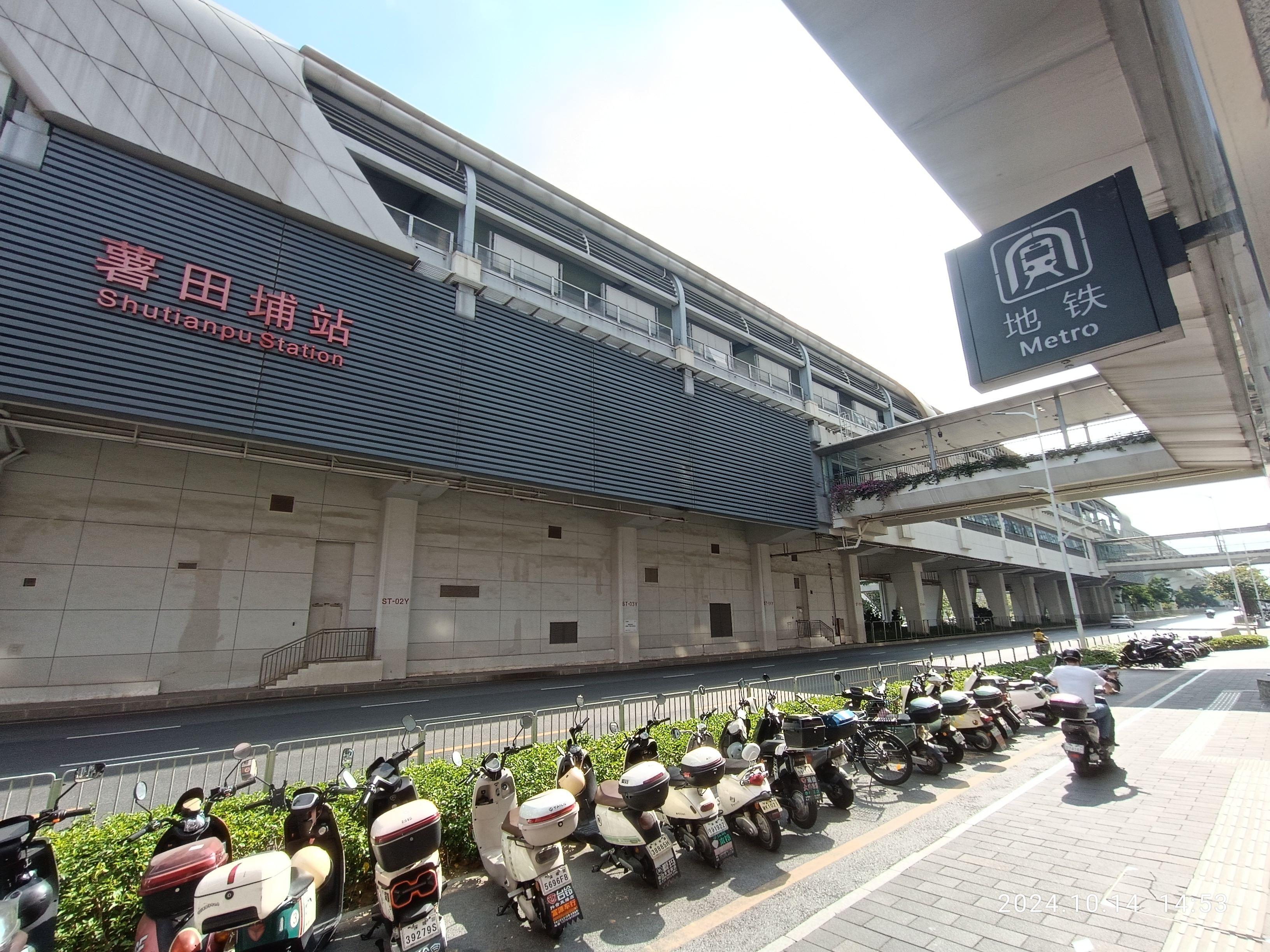
车站外侧

薯田埔站沿松白路东西向布置，为“建-桥”组合结构形式，高架三层岛式站台车站。其中，车站共设4个天桥出入口：A出入口、B出入口、C出入口、D出入口。
| 地上三層（U3） |                            | █6号线往松岗（松岗公园）           |
| 地上三層（U3） | 島式月台，左邊車門將會開啟 |                                    |
| 地上三層（U3） | █6号线往科学馆（合水口）   |                                    |
| 地上二層（U2） | 車站大堂                   | 客務中心、商鋪、售票機、自動櫃員機 |
| 地面（G）      | -                          | 出口                               |

## 出口
| 出口编号          | 建议前往的目的地                 |
| ----------------- | -------------------------------- |
| 出口 · A          | 松白路北侧，科达一路，马田派出所 |
| 出口 · B          | 松白路北侧                       |
| 出口 · C          | 松白路南侧，福庄路，福庄花园     |
| 出口 · D          | 松白路南侧，福庄路，福庄花园     |
| 註： 設有 \| 設有 |                                  |

## 歷史
薯田埔站於2013年首次提出興建。并在2015年動工，随6號線一併在2020年8月啟用。